# Solana de les Coves
La Solana de les Coves, és una solana del terme municipal de Conca de Dalt, al Pallars Jussà, a l'antic terme de Toralla i Serradell, en el territori del poble de Rivert.
Està situada a ponent de Rivert, a la meitat del Serrat de les Coves, en el seu vessant sud-oest. Queda també a llevant de l'Obac del Conill. El barranc dels Escarruixos es forma en aquesta solana i en davalla pel costat sud-occidental.